# باتريشيا ستيفنز ديو
باتريشيا ستيفنز ديو (بالإنجليزية: Patricia Stephens Due)‏ هي ناشِطة أمريكية، ولدت في 9 ديسمبر 1939 في كوينسي في الولايات المتحدة، وتوفيت في 7 فبراير 2012 في سميرنا في الولايات المتحدة بسبب سرطان.